# Dipartimento di Kimiti
Il dipartimento di Kimiti è un dipartimento del Ciad facente parte della provincia del Sila. Il capoluogo è Goz Beïda.

## Comuni
Il dipartimento comprende i seguenti comuni:
- Goz Beïda
- Kerfi